# Villa Rivero
Villa Rivero – miasto w Boliwii, w departamencie Cochabamba, w prowincji Punata.